# Hruškarje
Hruškarje este o localitate din comuna Cerknica, Slovenia, cu o populație de 56 de locuitori.